# Juan Guillermo Castillo
Juan Guillermo Castillo Iriart (Durazno, 17 de abril de 1978) es un exfutbolista uruguayo. Jugaba en la posición de guardameta.

## Trayectoria
Sus primeros pasos fueron en la ciudad de  Durazno, en el Club Santa Bernardina, donde ya se destacaba por su gran destreza bajo los 3 palos. Sus cualidades lo fueron llevando a ocupar desde sus primeros años un lugar en las selecciones de baby fútbol de esa ciudad.
Debutó como profesional en primera división jugando para Defensor Sporting en 1999. En 2001 pasó a Huracán Buceo, para luego regresar a Defensor Sporting en 2002. A mediados de 2006 pasó a Peñarol y, para la temporada 2008, firmó contrato con Botafogo de Río de Janeiro.
El 17 de diciembre de 2009 arregló contrato con el Deportivo Cali de Colombia para jugar la temporada 2010 donde en liga disputa 31 partidos y 1 en Copa. Sale a final de temporada por altos costos.
En el 2011, ficha por Colo-Colo de Chile, para afrontar la Copa Libertadores y el Campeonato chileno.
A principios de 2012 se confirma la llegada del portero al Liverpool de Uruguay, pero al terminar el torneo, el Querétaro de la Primera División de México se hizo con sus servicios para enfrentar el torneo Liga MX y el torneo de Copa MX del Torneo Apertura 2012 de la liga Mexicana.
El 3 de julio de 2013, retorna a Peñarol luego de 6 años de su último pasaje, proveniente del Danubio Fútbol Club a ocupar el puesto que quedó vacante luego de la finalización del préstamo de Enrique Bologna. En el 2014 es confirmado como nuevo refuerzo del Deportivo Pasto de la Categoría Primera A de Colombia. Para el 2015 llegó un acuerdo con el Patriotas de la Categoría Primera A Colombiana, donde jugó hasta enero de 2017, regresando a Uruguay para jugar en el Club Atlético Juventud de Las Piedras. Al inicio de 2018, es contratado por el Centro Atlético Fénix, donde juega actualmente.

## Selección nacional
En 2006 fue citado por el entrenador de la Selección de fútbol de Uruguay, Óscar Washington Tabárez. Fue suplente de Fabián Carini en la Copa América 2007 en Venezuela.
Su debut se produjo en un amistoso contra Sudáfrica en Johannesburgo, el 12 de septiembre de 2007. Debutó en partidos oficiales en la Eliminatoria para el Mundial de Sudáfrica 2010 en la 6.ª fecha, el 17 de junio de 2008, enfrentando a Perú. En el proceso fue titular hasta el partido con Colombia en el Estadio Centenario, donde Uruguay venció 3-1.
Integró el plantel que participó y logró el 4º puesto en el Mundial de Sudáfrica 2010, aunque no jugó ningún partido. También integró el plantel que salió campeón en la Copa América de Argentina 2011. También fue parte plantel que jugó las eliminatorias para el Mundial de Brasil 2014.

### Participaciones con la selección Nacional
|    | Rival     | Res. | Fecha    | Lugar                    | Motivo                                 | Entrenador       | Equipo         | Observaciones                            |
| -- | --------- | ---- | -------- | ------------------------ | -------------------------------------- | ---------------- | -------------- | ---------------------------------------- |
| 1  | Sudáfrica | 0-0  | 12/09/07 | Johannesburgo, Sudáfrica | Amistoso                               | Óscar W. Tabárez | Peñarol        |                                          |
| 2  | Colombia  | 2-2  | 06/02/08 | Montevideo, Uruguay      | Amistoso                               | Óscar W. Tabárez | Botafogo       | Entró en el 2do tiempo por Fabián Carini |
| 3  | Perú      | 6-0  | 17/06/08 | Montevideo, Uruguay      | Eliminatoria C. del Mundo (6.ª fecha)  | Óscar W. Tabárez |                |                                          |
| 4  | Japón     | 3-1  | 20/08/08 | Sapporo, Japón           | Amistoso                               | Óscar W. Tabárez |                |                                          |
| 5  | Colombia  | 1-0  | 06/09/08 | Bogotá, Colombia         | Eliminatoria C. del Mundo (7.ª fecha)  | Óscar W. Tabárez |                |                                          |
| 6  | Ecuador   | 0-0  | 10/09/08 | Montevideo, Uruguay      | Eliminatoria C. del Mundo (8.ª fecha)  | Óscar W. Tabárez |                |                                          |
| 7  | Argentina | 1-2  | 11/10/08 | Buenos Aires, Argentina  | Eliminatoria C. del Mundo (9.ª fecha)  | Óscar W. Tabárez |                |                                          |
| 8  | Bolivia   | 2-2  | 14/10/08 | La Paz, Bolivia          | Eliminatoria C. del Mundo (10.ª fecha) | Óscar W. Tabárez |                |                                          |
| 9  | Venezuela | 2-2  | 10/06/09 | Puerto Ordaz, Venezuela  | Eliminatoria C. del Mundo (14.ª fecha) | Óscar W. Tabárez |                |                                          |
| 10 | Perú      | 0-1  | 05/09/09 | Lima, Perú               | Eliminatoria C. del Mundo (15.ª fecha) | Óscar W. Tabárez |                |                                          |
| 11 | Colombia  | 3-1  | 09/09/09 | Montevideo, Uruguay      | Eliminatoria C. del Mundo (16.ª fecha) | Óscar W. Tabárez |                |                                          |
| 12 | Indonesia | 7-1  | 08/10/10 | Yakarta, Indonesia       | Amistoso                               | Óscar W. Tabárez | Deportivo Cali |                                          |
| 13 | Estonia   | 0-2  | 25/03/11 | Tallin, Estonia          | Amistoso                               | Óscar W. Tabárez | Colo-Colo      |                                          |

### Resumen de su participación en la selección nacional
De los 13 partidos en los que participó Juan Castillo, Uruguay ganó 5 (38,5%), empató 5 (38,5%) y perdió 3 (23,0%). De esos 13, 5 fueron amistosos y 8 oficiales. Todos los oficiales por las Eliminatorias sudamericanas para Sudáfrica 2010. De los oficiales ganó 3 (37,5%), empató 3 (37,5%) y perdió 2 (25,0%).
Fue titular en 12 partidos e ingresó por Fabián Carini en el restante, completando 1125 minutos de juego. En total promedió un gol en contra cada 80'21".

### Participaciones en Copas del Mundo
| Mundial                        | Sede      | Resultado    |
| ------------------------------ | --------- | ------------ |
| Copa Mundial de Fútbol de 2010 | Sudáfrica | Cuarto lugar |

### Participaciones enCopa América
| Edición           | Sede      | Resultado |
| ----------------- | --------- | --------- |
| Copa América 2011 | Argentina | Campeón   |

## Clubes

### Como asistente técnico
| Club    | País    | Año  | Asistente de | Rol               |
| ------- | ------- | ---- | ------------ | ----------------- |
| Peñarol | Uruguay | 2020 | Diego Forlán | Preparador físico |

### Como entrenador
| Club           | País    | Año           |
| -------------- | ------- | ------------- |
| Rampla Juniors | Uruguay | 2024-presente |

## Palmarés

### Campeonatos internacionales
| Título       | Club (*)             | Sede      | Año  |
| ------------ | -------------------- | --------- | ---- |
| Copa América | Selección de Uruguay | Argentina | 2011 |

### Campeonatos nacionales
| Título        | Club           | País     | Año  |
| ------------- | -------------- | -------- | ---- |
| Copa Colombia | Deportivo Cali | Colombia | 2010 |

### Campeonatos regionales
| Título   | Club     | Estado         | Año  |
| -------- | -------- | -------------- | ---- |
| Taça Río | Botafogo | Río de Janeiro | 2008 |

### Torneos nacionales
| Título                               | Club (*)          | País    | Año  |
| ------------------------------------ | ----------------- | ------- | ---- |
| Liguilla Pre-Libertadores de América | Defensor Sporting | Uruguay | 2000 |
| Liguilla Pre-Libertadores de América | Defensor Sporting | Uruguay | 2006 |